# Arctowski (nazwisko)
Arctowski (forma żeńska: Arctowska, liczba mnoga: Arctowscy) – polskie nazwisko.

## Etymologia nazwiska
Nazwisko notowane od 1893 roku. Pochodzi prawdopodobnie od nazwiska Artzt, występującego w Polsce od XVII wieku. Około roku 1893 Henryk Artzt (Henryk Arctowski) mieszkający wówczas w Belgii, chcąc podkreślić swój związek z Polską wystąpił do właściwych władz o zmianę nazwiska na → Arctowski.

## Demografia
Henryk Arctowski wraz z żoną Jane Arctowską byli jedynymi, którzy nosili to nazwisko, co wobec ich bezdzietności jest bardzo prawdopodobne. Brak jest jakichkolwiek znanych doniesień o innych przedstawicielach.